# Atte Tolvanen
Atte Tolvanen, född 23 november 1994 i Vichtis, Finland, är en finländsk ishockeymålvakt. Han spelar för EC Salzburg i ICEHL. Tidigare har han spelat för Ässät, Pelicans och Sport i finska FM-ligan och Syracuse Crunch i AHL. Trots att Tolvanen är finsk representerar han det österrikiska landslaget. Tolvanen har vunnit tre österrikiska mästerskap med EC Salzburg, där han har spelat sedan 2021.

## Karriär

### Klubblag
Tolvanens moderklubb är Nummelan Palloseura. Han har spelat med Espoo Blues och Ässät juniorer. Han spelade sin professionella debut med Syracuse Crunch i AHL säsongen 2018/19 efter att ha spelat i NCAA i Nordamerika. Efter att ha spelat i Amerika återvände Tolvanen till Finland och spelade en säsong med Pelicans och en annan med Ässät. Han flyttade till Vasa Sport säsongen 2021/22, men spelade inga matcher och flyttade till EC Salzburg i september 2021. Han var ICEHL-slutspelets MVP 2022 och 2023. Han valdes i ICEHL All-Star-uppställningen 2023.
Tolvanen har gjort tre mål som målvakt; två med EC Salzburg och en i NCAA.

### Landslagskarriär
Tolvanen har spelat tre matcher för Finland U18.
Tolvanen fick österrikiskt medborgarskap 2024 och sedan dess har han representerat det österrikiska landslaget. Han debuterade med det österrikiska landslaget i februari 2025 mot Frankrike.

## Privatliv
Tolvanens yngre bror, Eeli, spelar i NHL.